# Estación Pedegua
Pedegua fue una estación del ferrocarril ubicada en la localidad de Pedegua que se halla dentro de la comuna de Petorca, en la región de Valparaíso de Chile. Fue parte del Longitudinal Norte, correspondiente al segmento entre la estación Cabildo y la estación Limáhuida, siendo parte del trayecto interior del Longitudinal Norte.

## Historia
Ya en 1910 existían los planos de extensión desde Cabildo y su estación hasta Limáhuida y la estación homónima, junto con la extensión hasta Las Cañas y su estación homónima. La extensión del ferrocarril desde estación Cabildo hasta la estación Pedegua fueron inauguradas a inicios de febrero de 1911.
La extensión, junto esta estación, fueron entregadas en operaciones hasta Limáhuida en 1913.
En 1924 se inaugura el ramal Pedegua-Petorca que conecta al Longitudinal Norte con la ciudad de Petorca.
Operó con normalidad hasta mediados de la década de 1960. Actualmente la estación, así como sus bodegas siguen en pie, pero las vías ya no existen.
En algún momento del siglo XXI la estación tuvo una remodelación con fines de preservación.